# Edward Craven Walker
Edward Craven Walker (* 4. Juli 1918 in Singapur; † 15. August 2000 in London) war der Erfinder der „Astro Lavalampe“ und der Gründer der britischen Firma Mathmos.

## Kriegseinsatz
Craven war im Zweiten Weltkrieg Pilot. Er flog De Havilland DH.98 Mosquitos in Einsätzen über Deutschland und fertigte Fotos aus Aufklärungsflugzeugen an. Seine Ehefrau Marjorie Bevan Jones hat er auf einem Fliegerstützpunkt getroffen, wo sie als freiwillige Helferin der Women’s Auxiliary Air Force (WAAF) tätig war. Nach dem Krieg arbeitete Craven weiter als Pilot.

## Astro Lampe

### Die Entstehung der Lavalampe
In der Nachkriegszeit arbeitete Craven an einer Idee, auf die er in einem Pub in New Forest im Süden Englands gekommen war. Der Pub hatte eine Vorrichtung, die einer der Stammgäste gemacht hatte. Es war ein einmaliges Gerät, das aus einer Eieruhr und einer Glühbirne zusammengesetzt war. Obwohl das Gerät sehr simpel war, erkannte Craven das Potenzial darin und machte sich daran es zu perfektionieren. Er richtete in seinem Gartenhaus ein kleines Labor ein, wo er Zutaten in Flaschen verschiedener Form und Größe zusammenmischte. So stellte er fest, dass der beste Behälter eine Flasche von Tree Top Orangensaft war, was der Astrolampe ihre Form gab.

### Herstellung der Astrolampe
Craven gründete eine Firma mit dem Namen Crestworth, die die Lampen herstellen sollte. Aus einem kleinen Gebäude in einem Industriepark in Poole - Dorset belieferte Crestworth 40 Jahre lang die Welt mit Lavalampen. Craven sagte einmal „Wer die Lampe kauft, braucht keine Drogen... Ich glaube, sie wird immer populär sein. Es ist wie ein Lebenskreis. Es wächst, bricht zusammen, stürzt ab und dann geht es von vorne los.“
In den späten 1970er Jahren war der Trend vorbei, Lavalampen aus der Mode. Craven Walker führte die Produktion in den 1980er Jahren in viel kleineren Mengen fort.

## Späte Jahre
In den frühen 1990er Jahren fing ein junges Paar an, die Astro Lavalampe erfolgreich herzustellen und zu vermarkten. Cressida Granger und David Mulley hatten am Anfang eine Partnerschaft mit Edward und Christine Craven Walker und die Firma hieß Crestworth Trading Ltd. Im Laufe der kommenden Jahre übernahmen Granger und Mulley die Firma und die Produktionsrechte von Craven, änderten 1992 den Firmennamen zu Mathmos und nahmen die Produktion am gleichen Standort und mit fast identischen Zutaten auf. Edward Craven Walker blieb bis zu seinem Tod als Berater bei Mathmos tätig.

## FKK
Walker war FKK-Anhänger und eröffnete seinen eigenen Campingplatz nahe Matchams in Hampshire, welcher sich mit der Zeit zu einem der größten in Großbritannien entwickelte. Diese Leidenschaft sorgte in seinem Leben für Unruhe und war eine der Ursachen für die Scheidung von Marjorie, mit der er drei Kinder hatte. Craven war insgesamt viermal verheiratet. Er versuchte übergewichtige Personen von seinem Campingplatz fernzuhalten mit der Begründung, dass Fettsucht den Idealen eines physisch und psychisch gesunden Lebens widersprach.

## Filmarbeiten
Craven verband Film und Freikörperkultur. In den 1950er und 1960er Jahren war Nacktheit in Filmen ein Tabuthema. Er umging die Zensur, indem er es vermied Schamhaare zu zeigen. So wurde er zum Pionier in diesem Bereich. Unter dem Pseudonym Michael Keatering führte Craven in dem Film Travelling Light (1959) Regie. Es war der erste in Großbritannien veröffentlichte Nudistenfilm. Als Unterwasserballett beschrieben fanden die Aufnahmen 1960 in Korsika statt. Später produzierte er noch die Filme Sunswept (1961) und Eves on Skis (1963).

## Tod
Gegen Ende der 1990er Jahre erkrankte Craven an Krebs. Er starb am 15. August 2000 im Alter von 82 Jahren in London und wurde auf einem kleinen Friedhof in New Forest begraben.